# Politiek in Iran

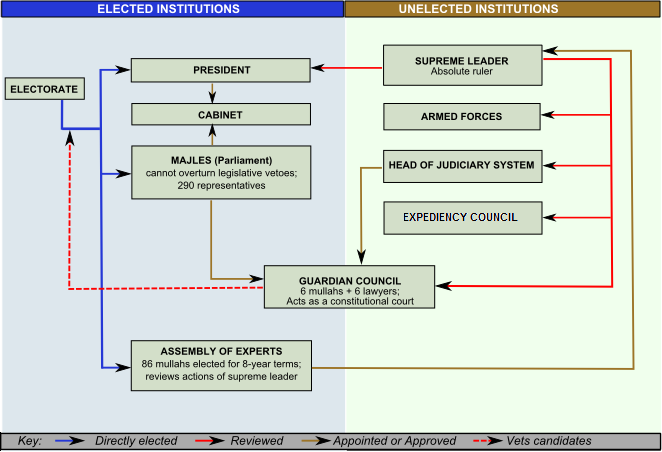
Engelstalig schema van de politiek van Iran

De politiek van Iran is uniek in de wereld. Het is het enige land dat zowel een theocratische als een 'democratische' regering heeft. De theocratische regering heeft de eigenlijke macht, omdat ze het definitieve oordeel velt. Iran is sinds de Iraanse Revolutie van 1979 een Islamitische Republiek. De politiek wordt wel beschreven als het khomeinisme, de interpretatie van het twaalver sjiisme door ayatollah Ruhollah Khomeini.
Het land wordt voornamelijk door vier entiteiten bestuurd:
- De religieus leider of rahbar (Perzisch: رهبر)
- De Raad van Hoeders of Shuraye Negahbane Ghanune Assasi (Perzisch: شورای نگهبان قانون اساسی)
- De president van Iran of Rais-e-Jumhur (Perzisch: ریس جمهور)
- Het parlement van Iran of Majlis (Perzisch: مجلس) bestaande uit 290 personen, waaronder 12 vrouwen

Veel politieke beslissingen worden door de president of het parlement genomen, maar de geestelijken, zowel de religieuze leider als de Raad van Hoeders, hebben de uiteindelijke macht in handen, omdat zij van al deze beslissingen moeten beslissen of ze in lijn zijn met de islamitische wetgeving (sharia).

## Geestelijken
De hoogste leider van Iran (of religieus leider) (Perzisch: Rahbar) is sinds 4 juni 1989 ayatollah Ali Khamenei. Deze regeert volgens het principe van valajat-e fakih ofwel het 'regentschap van de rechtsgeleerde' (ook wel vertaald als 'voogdij van de jurist'). Het woord regent verwijst hier naar de plaatsvervanger van God op aarde.
De eerste hoogste leider van Iran, ayatollah Ruhollah Khomeini, was grondwettelijk voor het leven benoemd. Voor zijn opvolgers geldt dat zij worden benoemd en, in geval van disfunctioneren, worden ontslagen door de Raad van Experts. Het volk kiest eens in de acht jaar een nieuwe Raad, die uit 86 geestelijken bestaat. Deze vergadering benoemt, in geval van overlijden, de nieuwe hoogste leider. Na een voorselectie worden de leden van de Raad van Experts door het volk gekozen.
Onder de verantwoordelijkheid van de hoogste leider vallen onder andere de rechtspraak, het leger en controle over de media. Zo benoemt hij de opperrechter en de opperbevelhebber van het leger. De geestelijk leider heeft de macht de president te ontslaan. Daarnaast mag hij beslissingen van het parlement en/of president met een veto tegenhouden.
De geestelijk leider wordt bijgestaan door een raad van twaalf mannen, de Raad van Hoeders. Deze raad bestaat uit zes religieuze leden en zes rechters in het geestelijk recht, de sharia. Zij oefenen een enorme invloed uit en mogen, net als de Hoge Leider, beslissingen van het parlement met een veto tegenhouden. Ook bepalen zij welke politici aan verkiezingen mee mogen doen en welke niet.
Ook andere geestelijken hebben politieke invloed, ook al hebben zij geen zitting in een van bovengenoemde raden of vergaderingen. Door het uitspreken van een fatwa of religieus decreet leggen zij hun volgelingen op hoe te handelen, maar die volgelingen hebben niet altijd de verplichting zich hier aan te houden. Onder deze geestelijken zitten ook progressieven, die bijvoorbeeld voor meer rechten voor vrouwen zijn.

## Democratisch systeem
Het presidentschap van Iran wordt sinds 28 juli 2024 waargenomen door President Masoud Pezeshkian, nadat hij de verkiezingen van 2024 won.
De president wordt verkozen voor een periode van vier jaar volgens een absolute meerderheid van de kiezers. De president benoemt en overziet de ministerraad, die uit 22 ministers bestaat. Beslissingen van de president kunnen met een veto tegengehouden worden door de Hoge Leider en/of de Raad van Hoeders. Om president te worden moet zijn kandidatuur geaccepteerd worden door de Raad van Hoeders. Tijdens de presidentverkiezingen van 2005 werden van de ruim duizend kandidaten slechts acht kandidaten goedgekeurd, onder wie geen enkele vrouw.
Het parlement, de Majlis van Iran, bestaat uit 290 volksvertegenwoordigers, die door het volk gekozen worden. Zij worden voor een periode van vier jaar verkozen. Hier moet ook de kandidatuur aanvaard worden door de Raad van Hoeders. Twaalf leden van het huidige parlement zijn vrouw. Veertien zetels zijn in het bezit van religieuze minderheden: Armenen, joden, christenen en zoroastristen.
Zowel mannen als vrouwen hebben kiesrecht. Sinds 2007 mag men in Iran vanaf 18 jaar gaan stemmen.

## Politieke tegenstellingen
Ondanks de democratische elementen bezitten de niet-gekozen elementen meer politieke macht. Bovendien bezit de geestelijkheid ook via de Basij en de Iraanse Revolutionaire Garde een paramilitair apparaat dat geheel losstaat van het reguliere leger, en heeft het een grote invloed op de Iraanse economie via staatsbedrijven, waar vaak ex-Gardisten op managementposten benoemd worden,
In het algemeen zijn de geestelijken conservatief en zeer streng gelovig. Zij baseren hun principes en wetgeving op een strikte interpretatie van de koran en de hadieth. De meeste leden van het parlement zijn in het algemeen wat progressiever. Zij willen een minder strenge interpretatie van de islam met meer persoonlijke vrijheid. Hoewel de Iraanse politiek na opheffing van de Islamitische Republikeinse Partij geen partijen meer kent, vormen politici wel 'clusters' of fracties van personen die het min of meer met elkaar eens zijn:
- De hardliners, vertegenwoordigd door de geestelijkheid, conservatief en streng gelovig. Hun belangrijkste vertegenwoordiger is de ayatollah Ali Khamenei. Ze zijn voor economisch egalisme en overheidsbemoeienis, export van de Islamitische Revolutie, en tegen enige vorm van verzoening met de VS.
- De conservatieven, die vaak de Revolutionaire Garde, Basij en veteranen uit de oorlog tegen Irak als achterban hebben. Inzake vrijheden voor de bevolking trekken ze met de geestelijkheid op, maar zijn economisch progressiever en zijn voor vrij ondernemerschap. Ze zijn in de internationale politiek wat pragmatischer maar veel conservatieven steunen het nucleaire programma. Mahmoud Ahmedinejad is een conservatief.
- De pragmatici of hervormingsgezinden. Zij zijn voor economische hervormingen, meer persoonlijke vrijheid, een dynamische interpretatie van de islam, en betere relaties met andere landen inclusief de VS. Hassan Rohani en Khatami behoren beiden tot deze fractie.

Een groot gedeelte van de bevolking kan zich ook niet vinden in de anti-Amerikaanse en anti-Israëlische retoriek van de geestelijken. De bevolking, die voor meer dan de helft jonger is dan dertig jaar, wil graag economische hervormingen zien om de werkloosheid tegen te gaan. De geestelijken doen hier echter weinig aan, wat de ontevredenheid bij de bevolking vergroot. De achtjarige conservatieve regering van Ahmedinejad stond een actiever economisch beleid voor maar de maatregelen bleken ineffectief of zelfs averechts. De nucleaire ambities en krijgshaftige retoriek verslechterde bovendien de relatie met andere landen, waardoor Iran een door sancties gedomineerde internationale paria is geworden en de economie zware schade heeft opgelopen. Hoewel de pragmatische regering van Rohani met het sluiten van een nucleair akkoord in 2015 de sancties grotendeels kon doen opheffen, is de resulterende economische groei uiteindelijk niet bij de bevolking terechtgekomen, waardoor de frustratie zich tegen alle drie de fracties richt.
Een nieuwe revolutie, die de geestelijkheid uit hun dictatoriale functie moet verdrijven, wordt niet ondenkbaar geacht.
De parlementsverkiezingen van 20 februari 2004 werden door veel kiezers geboycot. Zij protesteerden hiermee tegen de conservatieve krachten, zoals de Raad van Hoeders die verbood dat progressieve kandidaten zich verkiesbaar konden stellen.

## Presidentsverkiezingen juni 2005
Op vrijdag 17 juni 2005 werden de vierjaarlijkse presidentsverkiezingen gehouden. Er werd flink campagne gevoerd om met name jongeren over te halen hun stem uit te brengen. De Raad van Hoeders keurde de 1010 kandidaten voorafgaand aan de verkiezingen. Uiteindelijk mochten slechts acht kandidaten meedoen, waarvan er één zich alsnog terugtrok.
De voormalig president Ali Akbar Hashemi Rafsanjani en de conservatieve burgemeester van Teheran Mahmoud Ahmadinejad werden in de eerste ronde van de verkiezingen eerste respectievelijk tweede. In een tweede ronde van 24 juni werd Ahmadinejad met ruim 60% van de stemmen gekozen als president.
Enkele hervormingsgezinde kandidaten beschuldigden de organisatoren van verkiezingsfraude ten gunste van conservatieve kandidaten. Hierop besloot de Raad van Hoeders op maandag 20 juni om honderd willekeurig gekozen stembussen te hertellen en zo te constateren of er mogelijk gefraudeerd zou zijn. Het onderzoek constateerde dat er geen fraude was gepleegd.

## Presidentsverkiezingen juni 2009
Op vrijdag 12 juni 2009 werden er weer presidentsverkiezingen gehouden. Bij de hervormingsgezinden was vooral in de laatste week voor de verkiezingen de verwachting hoog dat hun kandidaat Mir-Hossein Mousavi zou winnen. De regering blokkeerde tijdelijk de toegang tot Facebook. 80% van de stemgerechtigden ging stemmen. De verwachting was dat een hoge opkomst gunstig zou zijn voor de hervormingsgezinden, maar de uitslag op 13 juni was anders: Ahmedinejad kreeg 63% van de stemmen en Mousavi 34%. Die uitslag leidde tot onrust onder de oppositie, die de uitslag niet vertrouwt.

## Buitenlandse politiek

### Anti-westerse stellingname
Een belangrijk kenmerk van de Iraanse buitenlandse politiek is de anti-westerse toon. Aan de ene kant verklaart Iran westerse technologie nodig te hebben, maar tegelijkertijd is het (officieel) afkerig van de westerse invloed in de wereld. De regering van Iran roept andere niet-westerse landen op het land hierin te volgen.
Speciale aandachtspunten zijn de Verenigde Staten en Israël. De VS wordt door Iraanse anti-westerse hardliners de Grote Sjaitan (niet te verwarren met de christelijke Satan) genoemd. Er worden regelmatig massabijeenkomsten belegd waarin slogans als "Dood aan Amerika" worden aangeheven, onder symbolische verbranding van Amerikaanse en Israëlische vlaggen. Iran erkent het bestaansrecht van Israël niet en steunt actief Hezbollah, een Libanese sjiitische groepering die gewelddadig verzet biedt aan Israël.
De westerse bezorgdheid over dit vijandigheidsbetoon werd in oktober 2005 sterk aangewakkerd toen president Ahmadinejad in een toespraak stelde dat "the regime occupying Jerusalem must vanish from the page of time", wat door sommige media vertaald werd met "Israël van de kaart geveegd dient te worden". Israëls premier Ariel Sharon deed daarop een oproep om Iran uit de Verenigde Naties te zetten. Een door zijn land bijeengeroepen spoedzitting van de Veiligheidsraad leverde een veroordeling door alle 15 leden van Ahmadinejads uitspraken op. Iran bleef echter wel lid van de VN. In december van dat jaar veroorzaakte de Iraanse president opnieuw opschudding, door tegenover televisiestation Al-Alam de Holocaust impliciet te ontkennen en te verklaren dat de Joodse staat naar Europa verplaatst zou moeten worden; dit laatste overigens wel als goedmaking voor diezelfde Holocaust. Kort daarna maakte hij de ontkenning van de Holocaust explicieter, door in een toespraak de vernietiging van zes miljoen Joden in de Tweede Wereldoorlog een "mythe" te noemen. Wederom reageerden veel landen geschokt. Op 11 en 12 december 2006 werd in Iran een conferentie georganiseerd over het ontkennen van de Holocaust.

### Politiek van nucleaire technologie
Reeds onder de sjah had Iran een door de Verenigde Staten gesteund nucleair programma, dat door de nieuwe machthebbers is afgedankt, enerzijds omdat de geestelijkheid het als niet islamitisch zag, anderzijds omdat het land de middelen niet meer had het te handhaven en Irak de nucleaire faciliteiten vernietigde in de Iran-Irakoorlog. Nadien is dit programma opnieuw leven ingeblazen. Naar verluidt heeft Iran een kerncentrale in werking gesteld in de stad Bushehr. Hier zou kernenergie opgewekt worden. Het Iraanse parlement heeft gevraagd om de bouw van een totaal van 20 kerncentrales. Iran verklaart dat het geen kernwapens heeft en ook niet bezig is met de ontwikkeling ervan, maar veel westerse landen twijfelen aan die verklaringen. Veel landen vinden het opmerkelijk dat Iran kernenergie nodig heeft, aangezien het een van de grootste olie- en gasvoorraden ter wereld heeft.
Internationaal wordt erkend dat elk land het onvervreemdbare recht heeft om kernenergie te produceren, maar aan kernwapens zijn via het non-proliferatieverdrag strenge beperkingen opgelegd.
Het Internationaal Atoomenergie Agentschap, een VN-organisatie, controleert volgens internationale afspraken regelmatig de nucleaire installaties in Iran. Bij een controle door de IAEA werden sporen van verrijkt uranium aangetroffen. Iran beweert dat het hier om vervuilingen van de tweedehands Iraanse apparatuur gaat en dat de vervuilingen in Pakistan ontstaan zijn, waar Iran de apparatuur kocht. Deze lezing werd bevestigd door het Internationaal Atoomenergie Agentschap in een rapport dat het in september 2005 uitbracht.
Veel van de technologie wordt door Rusland geleverd.
Met name Israël, dat overigens zelf volgens waarnemers over kernwapens beschikt, is bezorgd over Irans mogelijke kernwapens, aangezien die tegen dat land gebruikt kunnen worden. Ook omliggende Arabische landen vrezen een nucleair Iran. Er bestaat vrees dat een Iraans kernwapen zal leiden tot een wapenwedloop waarbij ook Saoedi-Arabië en andere landen in de regio nucleaire wapens zullen proberen te bemachtigen. Het nucleaire programma leidde tot een verscherping van de sancties tegen Iran, die naast falend economisch beleid van de conservatieven verantwoordelijk was voor de economische krimp in 2012 en 2013. De drie Europese landen Duitsland, Frankrijk, en het Verenigd Koninkrijk onderhandelen namens de Europese Unie met Iran over het mogelijke programma. Ook Rusland, China en de VS zitten bij deze onderhandelingen aan. Dit leidde uiteindelijk tot een nucleair akkoord en 2015, en het grotendeels opheffen van de sancties in 2016.

### Schendingen van de mensenrechten
De mensenrechtensituatie in Iran wordt omschreven als zorgelijk. Met name tegenstanders van het regime, schrijvers, intellectuelen en journalisten hebben te vrezen voor vervolging. De persvrijheid is aan banden gelegd en veel websites worden gefilterd, hoewel veel Iraniërs over software beschikken die deze censuur kan omzeilen. Internetcafe's worden bij tijd en wijle gecontroleerd. Sommige religieuze minderheden, zoals de Baha'i en moderne, evangelische christenen worden vervolgd, en hoewel traditionele religieuze minderheden (joden, orthodoxe christenen, soennieten) redelijk met rust worden gelaten, worden ze toch achtergesteld aan sjiitische moslims. Hoewel andere geloven binnenshuis worden getolereerd, wordt het pogen te bekeren van moslims streng bestraft. De positie van de vrouw is enigszins verbeterd, maar ook zij worden nog steeds achtergesteld. De doodstraf kan worden opgelegd, ook aan minderjarigen, en er mankeert nog veel aan de beginselen van behoorlijke procesvoering. Homoseksualiteit wordt niet getolereerd en praktiserende homoseksuelen kunnen de doodstraf krijgen. Ook minderheden (Koerden, Azeri's, Arabieren, Baluchi's, Lurs en anderen) worden achtergesteld ten opzichte van Perzen.